# Aéroport international Blaise-Diagne
Pour les articles homonymes, voir Aéroport international de Dakar et DSS.
L'aéroport international Blaise-Diagne (AIBD) (code IATA : DSS • code OACI : GOBD) est situé à Diass (Mbour) à 47 km au sud-est de Dakar capitale du Sénégal, à proximité de la Petite-Côte. Inauguré le 7 décembre 2017, il remplace l'ancien aéroport international Léopold-Sédar-Senghor (AILSS) de Dakar.

## Site, situation et accès
Le site de l'aéroport s'étend sur 4 500 hectares dont seuls 2 500 sont occupés à l'ouverture. Il est relié directement au centre de Dakar par une autoroute passant par Diamniadio en attendant l'arrivée du TER vers 2024 (terminus provisoire du TER en 2022 : Diamniadio) dont les travaux d'extensions sont en cours depuis le 5 mars 2022. Le TER permettra ainsi la desserte de l'aéroport vers la capitale (gare historique de Dakar) et inversement.

Schéma de la ligne du TER qui devrait relier l'aéroport à la ville de Dakar en 2024 / 2025.

| \| 50 km1:10 137 000 \| Saint-Louis · XLS Ziguinchor Dakar · DKR Dakar · DSS Kolda Cap Skirring Kédougou Tambacounda Linguère Kaolack |
| 50 km1:10 137 000 |

## Histoire

### Nom
Son nom a été choisi en hommage à Blaise Diagne (1872-1934), natif de Gorée, député assimilationniste français, sous-secrétaire d'État aux Colonies de la République française et maire de Dakar. Il est, en 1914, le premier député français noir d'Afrique. En effet, jusqu'à cette époque, les précédents députés français noirs venaient tous des Antilles. Pendant la Première Guerre mondiale, il est nommé Haut Commissaire du gouvernement pour le recrutement des troupes noires en Afrique-Occidentale française et en Afrique-Équatoriale française. Il œuvre alors pour le respect des droits des Africains noirs dans l'armée française.

### Construction et coût

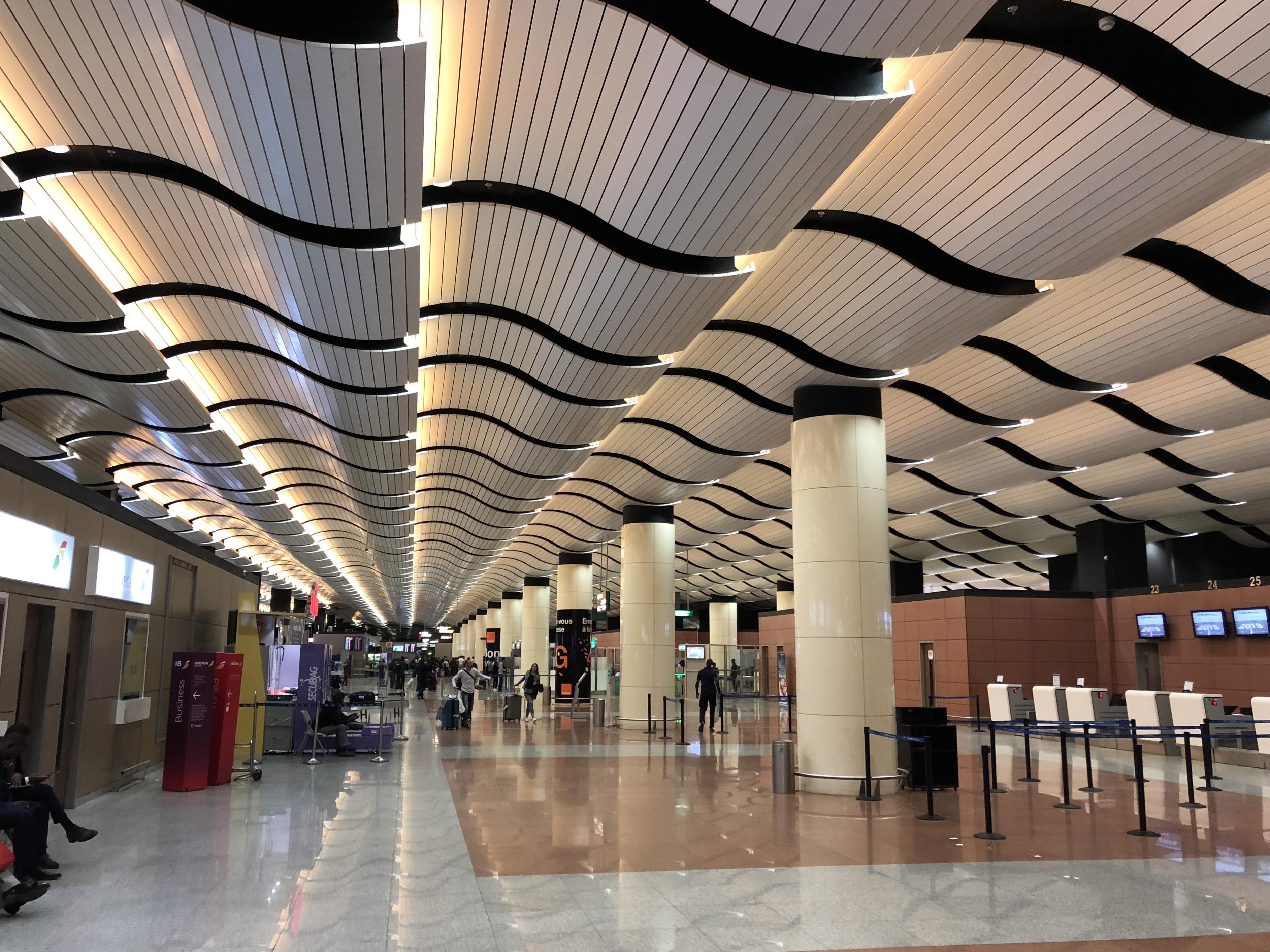
Hall Départs de l'aéroport.

La première pierre a été posée le 4 avril 2007 par le président Abdoulaye Wade,.
Selon le ministre des transports Maïmouna Ndoye Seck, l'estimation du cout était de 200 milliards de francs CFA (305 millions d’euros) au départ du chantier. Dix ans après, le montant des investissements ont plus que doublé pour atteindre 424 milliards de francs CFA (646 millions d’euros).
La durée des travaux avait été initialement estimée à 30 mois. Cependant, en avril 2015, les autorités sénégalaises annoncent la mise en service de l'aéroport pour décembre 2015. En août 2015, la société chargée de la construction de l’aéroport réclame un 5e avenant d’un montant de 63,62 milliards de francs CFA, ce que l’État du Sénégal refuse. En conséquence, les travaux de l’aéroport, achevés à 90 %, sont à l’arrêt. La direction générale de l’aéroport soutient quant à elle que le Groupe Saoudi Binladin n’a pas été performant pour terminer les travaux à temps et ne veut pas s’engager sur une nouvelle date de livraison de l’aéroport. À la suite de ce contentieux, en 2015, la maitrise d’ouvrage a été confiée au groupe turque Summa-Limak, entreprise qui a également assuré l'achèvement des chantiers du CICAD, de l’hôtel Radisson de Diamniadio et les travaux de l’Arena Tour.
L'aéroport a été achevé en juillet 2017 (phase 1).
Le remboursement de la dette pour la construction de l'aéroport aurait été complet dès juillet 2022.

### Mise en service

Salon « Odyssée » de l'aéroport.

L'inauguration a été effectuée le 7 décembre 2017 par le président Macky Sall après 10 ans de travaux et plus de 600 millions d'euros d'investissements,.
L'ancien aéroport de Dakar ferme ses pistes aux vols civils le 7 décembre et devient un aéroport militaire.

### Projets et capacités
Le gouvernement sénégalais ambitionne de faire de ce nouvel aéroport et Dakar « le premier hub aérien d’Afrique de l’Ouest » en particulier, avec ses extensions futures. Sa capacité actuelle est de deux millions de passagers annuels, ce qui le situe au même niveau que son principal concurrent l'aéroport international Félix-Houphouët-Boigny d’Abidjan (1,9 million de passagers annuels). De nouveaux terminaux et une seconde piste devraient voir le jour pour atteindre un objectif de cinq millions de passagers en 2024 / 2025 et dix millions de passagers à l'horizon 2035,.

## Compagnies aériennes et destinations

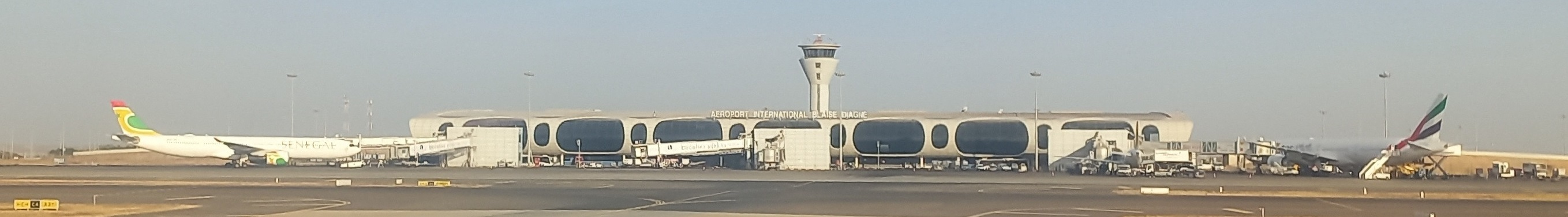
Vue extérieure du terminal principal à l'arrivée.

### Lignes commerciales
| Compagnies             | Destinations |
| ---------------------- | --- |
| Air Algérie            | Alger-Houari-Boumédiène |
| Air Burkina            | Bamako-M. Keïta, Ouagadougou |
| Air Côte d'Ivoire      | Abidjan-F.-H.-Boigny |
| Air France             | Paris-Charles de Gaulle |
| Air Sénégal            | - Abidjan-F.-H.-Boigny - Bamako-M. Keïta - Banjul - Barcelone-El Prat - Bissau-O. Vieira - Cap Skirring - Casablanca-Mohammed-V - Conakry - Cotonou - Douala - Freetown-Lungi - Libreville-Léon Mba - Milan-Malpensa - New York-John F. Kennedy - Nouakchott-Oumtounsy - Paris-Charles de Gaulle - Praia - Sal-A. Cabral - Ziguinchor |
| ASKY Airlines          | Bissau-O. Vieira, Lomé-G. Eyadéma, Praia |
| Binter Canarias        | Las Palmas/Gran Canaria |
| Brussels Airlines      | Banjul, Bruxelles-National, Conakry |
| CEIBA Intercontinental | Cotonou, Malabo |
| Delta Air Lines        | New York-John F. Kennedy |
| Emirates               | Dubaï |
| Ethiopian Airlines     | Addis-Abeba Bole, Bamako-M. Keïta |
| Flynas                 | En saison : Médine-Prince M. Bin Abdulaziz |
| Iberia                 | Madrid-Barajas |
| Kenya Airways          | Abidjan-F.-H.-Boigny, Accra-Kotoka, Nairobi-J. Kenyatta |
| Luxair                 | En saison : Luxembourg-Findel |
| Mauritania Airlines    | Abidjan-F.-H.-Boigny, Bamako-M. Keïta, Conakry, Freetown-Lungi, Nouakchott-Oumtounsy |
| Neos                   | Milan-Malpensa En saison : Rome Léonard-de-Vinci/Fiumicino, Vérone - Villafranca |
| Royal Air Maroc        | Casablanca-Mohammed-V |
| TAP Air Portugal       | Lisbonne-H. Delgado |
| Transair               | - Banjul, - Bissau-O. Vieira, - Cap Skirring, - Conakry, - Freetown-Lungi, - Kolda, - Praia, - Ziguinchor Charter : Kédougou, Tambacounda |
| Transavia France       | Marseille-Provence, Nantes-Atlantique En saison : Bordeaux-Mérignac, Lyon-Saint-Exupéry , Paris-Orly, Toulouse-Blagnac |
| TUI Airways            | En saison : Londres-Gatwick |
| TUI fly Belgium        | Bruxelles-National |
| TUI fly Deutschland    | Düsseldorf |
| TUI fly Netherlands    | En saison : Amsterdam |
| Tunisair               | Conakry, Tunis-Carthage |
| Turkish Airlines       | Istanbul |
| Vueling                | Barcelone-El Prat |

Actualisé le 6/08/2023.

### Lignes Cargo

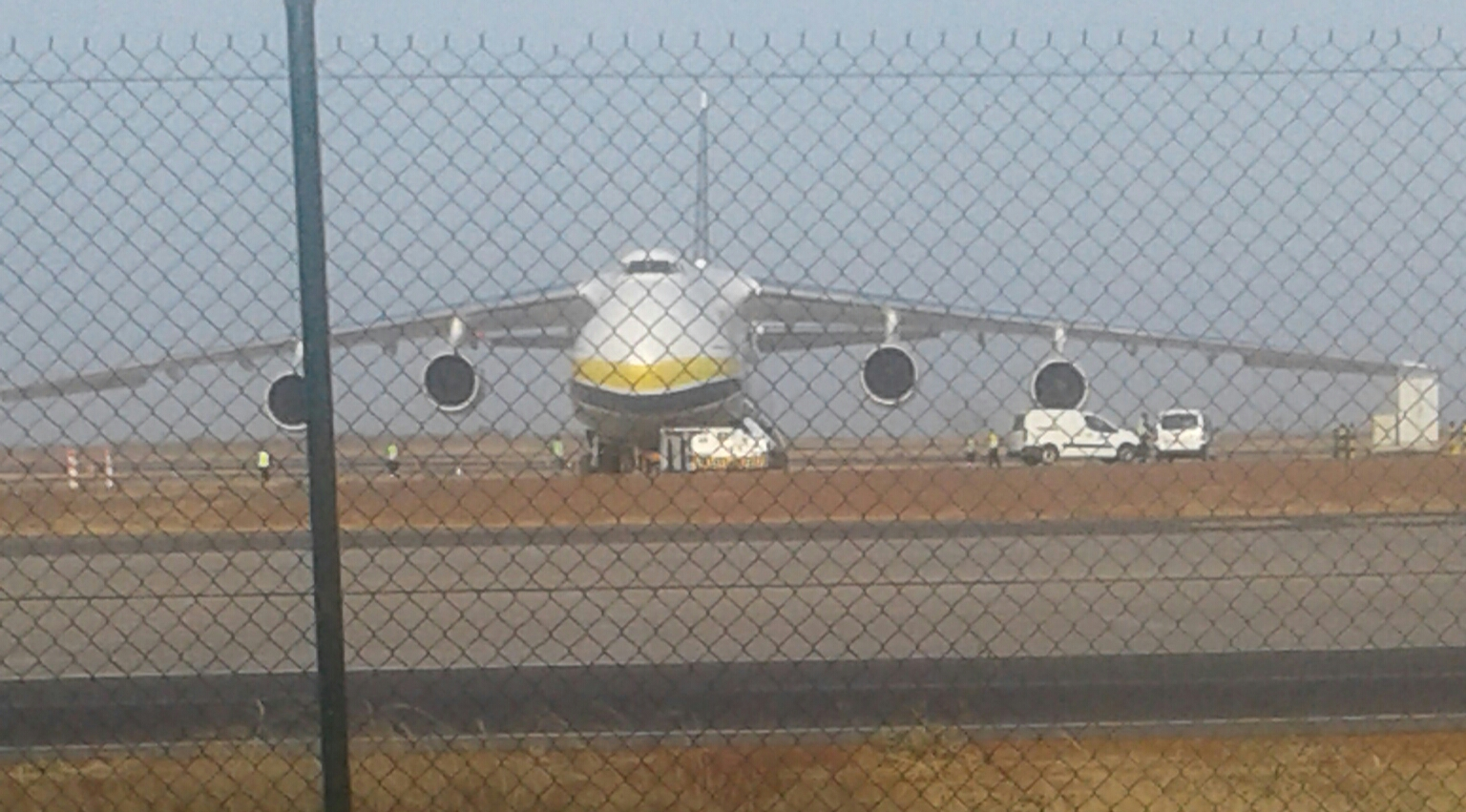
Antonov An-124 sur le tarmac de l'aéroport.

| Compagnies                     | Destinations                                                         |
| ------------------------------ | -------------------------------------------------------------------- |
| DHL                            | Casablanca-Mohammed-V, Bruxelles-National                            |
| Emirates Cargo                 | Dubaï Al Maktoum, Petrolina                                          |
| Kalitta Air                    | São Paulo/Guarulhos                                                  |
| Lufthansa Cargo                | Francfort, São Paulo/Guarulhos, São Paulo/Campinas                   |
| Magma Aviation                 | Clermont-Ferrand                                                     |
| Turkish Cargo                  | Istanbul                                                             |
| Airbus Transport International | Toulouse-Blagnac, Ténériffe-Sud Reine Sofia, Alger-Houari-Boumédiène |

## Statistiques
Le graphique qui aurait dû être présenté ici ne peut pas être affiché car il utilise l'ancienne extension Graph, désactivée pour des questions de sécurité. Des indications pour créer un nouveau graphique avec la nouvelle extension Chart sont disponibles ici.

Voir la requête brute et les sources sur Wikidata.
En 2023, 2 942 594 passagers transitent par l’aéroport Blaise Diagne, soit une augmentation de 12% par rapport à 2022.